# Antrohyphantes
Antrohyphantes Dumitrescu, 1971 è un genere di ragni appartenente alla famiglia Linyphiidae.

## Distribuzione
Le tre specie oggi note di questo genere sono state rinvenute in Europa orientale: due di esse sono endemiche della Bulgaria.

## Tassonomia
Per la determinazione delle caratteristiche della specie tipo sono tenute in considerazione le analisi sugli esemplari di Antrohyphantes rodopicus Dumitrescu, 1971.
Dal 1988 non sono stati esaminati esemplari di questo genere.
A dicembre 2012, si compone di tre specie:
- Antrohyphantes balcanicus (Drensky, 1931) — Bulgaria
- Antrohyphantes rhodopensis (Drensky, 1931)[3] — Europa orientale
- Antrohyphantes sophianus (Drensky, 1931) — Bulgaria

### Sinonimi
- Antrohyphantes rodopicus Dumitrescu, 1971; esemplari in sinonimia con A. rhodopensis (Drensky, 1931) a seguito di un lavoro dell'aracnologo Deltshev (1975b)[1].
- Antrohyphantes tranteevi (Miller, 1958); esemplari trasferiti dal genere Lepthyphantes Menge, 1866 e posti in sinonimia con A. sophianus (Drensky, 1931) a seguito di uno studio di Deltshev (1972b)[1].